# Anna Chancellor
Anna Theodora Chancellor (Richmond upon Thames, 27 april 1965) is een Brits actrice.
Chancellor speelt veel in Britse televisieseries. Ze is een verre achternicht van Jane Austen, en speelde ook een rol in de BBC-bewerking van haar boek Pride and Prejudice.

## Filmografie
- Stromboli (2022)
- The Happy Prince (2018)
- Hysteria (2011)
- The Hitchhiker's Guide to the Galaxy (2005)
- A Waste of Shame (2005)
- What a Girl Wants (als Glynnis Payne) (2003)
- The Dreamers (2003)
- Crush (als Janine) (2001)
- The Man Who Knew Too Little (als Barbara Ritchie) (1997)
- Four Weddings and a Funeral (als Henrietta oftewel Duckface) (1994)

## TV
- Downton Abbey (als The Dowager Lady Anstruther) (2014)
- The Hour (als Lix Storm) (2011)
- Spooks (als Juliet Shaw) (2005)
- Fortysomething (als Estelle Slippery) (2003)
- Tipping the Velvet (als Diane Lethaby) (2002)
- The Cazalets (als Diana Mackintosh) (2001)
- Longitude (als Muriel Gould) (2000)
- Cold Lazarus (als Anna Griffiths) (1996)
- Pride and Prejudice (als Caroline Bingley) (1995)
- Kavanagh QC (als Julia Piper) (1994)
- Poirot (als "Virginie Mesnard") (1993)
- Inspector Morse (als Sally Smith) (1992)

- Bibsys: 5016523
- Bibliothèque nationale de France: cb15584620m (data)
- Gemeinsame Normdatei: 1019015349
- International Standard Name Identifier: 0000 0001 1458 3479
- Library of Congress Control Number: no2001011448
- MusicBrainz: 1c3b23c4-1569-4063-aae7-0ec6b7dfd661
- Nationale Bibliotheek van Tsjechië: pna2006334497
- Nationale Bibliotheek van Israël: 987007449304505171
- Nederlandse Thesaurus van Auteursnamen: 297193996
- Système universitaire de documentation: 243072856
- Virtual International Authority File: 164240574
- WorldCat: E39PBJjt9Xwj3HqfKJVMVDW4bd